# Emanuele Sella
Pour les articles homonymes, voir Sella.
Emanuele Sella (né le 9 janvier 1981 à Vicence, en Vénétie) est un coureur cycliste italien.

## Biographie
Grimpeur au gabarit très léger, Emanuele Sella s'est fait connaître sur le Tour d'Italie 2004. Néo-professionnel chez Panaria, il y remporte la 11e étape en solitaire et prend la douzième place finale. Il remporte la même année le Trophée de la ville de Castelfidardo. 
En 2005, Emanuele Sella confirme ses prédispositions  pour les courses par étapes dans le Giro, qu'il termine à la neuvième place, et le Brixia Tour, qu'il remporte grâce à sa victoire dans le contre-la-montre en côte. Ses saisons 2006 et 2007 sont plus décevantes de ce point de vue. Il n'y remporte qu'une victoire, sur une étape du Brixia Tour 2007, et termine 26e, puis 11e du Tour d'Italie. Il montre cependant de belles dispositions dans les semi-classiques difficiles, terminant notamment troisième du Grand Prix de Lugano 2005, deuxième de la Coppa Placci 2006, ou encore troisième puis deuxième du Tour du Latium en 2006 et 2007. 
Le coureur italien se révèle au plus haut niveau sur le Giro 2008. Distancé durant la 11e étape, où il perd plus d'un quart d'heure sur ses adversaires, il aborde les étapes les plus difficiles avec 24 minutes de retard sur Giovanni Visconti, et plus de 17 minutes sur Alberto Contador. Il profite de ce qu'il n'éveille pas la méfiance des favoris pour remporter trois étapes en haute montagne avec une aisance et une faculté de récupération déconcertantes. Il termine sixième du classement général avec seulement 4 min 34 s de retard sur Alberto Contador et remporte le maillot vert de meilleur grimpeur.
Le 5 août 2008, l'agence Ansa dévoile que des traces de CERA (Continuous erythropoiesis receptor activator), dérivé de l'EPO avec effet retard, ont été détectées lors d'un contrôle « hors compétition » effectué le 23 juillet 2008. Le 8 août 2008, il avoue s'être dopé et est suspendu un an pour ce contrôle car il a collaboré avec les autorités.
Emanuele Sella reprend la compétition au mois d'août 2009 au sein de l'équipe Carmiooro-NGC avec laquelle il signe un contrat de 2 ans. Sa repentance débute lors de la Cinturó de l'Empordà, où il s'adjuge la troisième et dernière étape en dominant le sprint d'un groupe de quatre. Il termine sur la troisième marche du podium au général, s'attribuant également le classement aux points.
En 2015, Sella subit une fracture d'un fémur en février lors du Trofeo Laigueglia. Sa guérison passe par une intervention chirurgicale. Perturbé par cette blessure, Emanuele Sella n'effectue que 19 jours de compétition au cours de la saison et ne trouve pas d'équipe professionnelle pour poursuivre sa carrière en 2016. Déçu, il quitte le monde du cyclisme à la fin de l'année.

## Palmarès

### Palmarès professionnel
| - 2004 - 11e étape du Tour d'Italie - Trophée de la ville de Castelfidardo - 2005 - Brixia Tour : - Classement général - 2eb étape (contre-la-montre) - 3e du Grand Prix de Lugano - 10e du Tour d'Italie - 2006 - 2e de la Coppa Placci - 3e du Tour du Latium - 2007 - 3e étape du Brixia Tour - 2e du Tour du Latium - 2008 - Tour d'Italie : - Classement de la montagne - Prix de la combativité - 14e, 15e et 20e étapes - 5e étape de la Semaine internationale Coppi et Bartali - 6e du Tour d'Italie | - 2009 - 3e étape du Cinturó de l'Empordà - 3e du Cinturó de l'Empordà - 2010 - 2e du Grand Prix du canton d'Argovie - 3e du Tour d'Autriche - 2011 - Semaine internationale Coppi et Bartali : - Classement général - 1reb (contre-la-montre par équipes) et 3e étapes - 2e de la Classica Sarda Sassari-Cagliari - 2e du Tour des Apennins - 3e du Tour de Langkawi - 2012 - Coppa Agostoni - Grand Prix de l'industrie et du commerce de Prato - 3e du Tour de Vénétie-Coppa Placci |  |

### Résultats sur les grands tours

#### Tour d'Italie
9 participations
- 2004 : 12e, vainqueur de la 11e étape
- 2005 : 10e
- 2006 : 26e
- 2007 : 11e
- 2008 : 6e,  vainqueur du classement de la montagne, du prix de la combativité et des 14e, 15e et 20e étapes
- 2011 : 35e
- 2012 : 45e
- 2013 : 58e
- 2014 : 63e

### Classements mondiaux
| Année           | 2004 | 2005 | 2006 | 2007 | 2008 | 2009 | 2010 | 2011 | 2012 | 2013 | 2014  | 2015 |
| --------------- | ---- | ---- | ---- | ---- | ---- | ---- | ---- | ---- | ---- | ---- | ----- | ---- |
| Classement UCI  | 138e |      |      |      |      |      |      |      |      |      |       |      |
| UCI Asia Tour   |      |      |      |      |      |      |      | 64e  |      |      |       |      |
| UCI Europe Tour |      | 45e  | 55e  | 88e  | 242e | 543e | 61e  | 12e  | 21e  | 547e | 1031e | nc   |

## Distinctions
- Mémorial Gastone Nencini (révélation italienne de l'année) : 2004